# Einwohnerkontrolle
Die Einwohnerkontrolle (in den Grossstädten Personenmeldeamt, seltener auch Einwohneramt) ist eine kommunale Behörde in der Schweiz und im Fürstentum Liechtenstein. Die Behörde befasst sich als Meldestelle mit der im Meldewesen verankerten Meldepflicht. Die Einwohnerkontrolle stellt den ersten Kontakt mit der Stadtverwaltung her. Sie ist zuständig für die Anmeldung von Neuzuzügen, von ihr werden auch sämtliche Wegzüge, Adressänderungen oder andere Änderungen bezüglich der Personalien einer Einwohnerin und/oder eines Einwohners bearbeitet. Die Einwohnerkontrolle ist zudem für die Entgegennahme von Anträgen für die Schweizer Identitätskarte zuständig und stellt Bescheinigungen aus. Sie nimmt auch verschiedene Gesuche im Zusammenhang mit der fremdenpolizeilichen Regelung des Aufenthalts ausländischer Personen entgegen, prüft diese und leitet sie an das kantonale Migrationsamt weiter.

## Adressänderungen
Gemäss der Gemeindegesetze der Kantone ist ein Zuzug, Umzug oder Wegzug der Einwohnerkontrolle innert 14 Tagen zu melden.

### Zuzug
Der Wohnungswechsel sollte persönlich innert 14 Tagen nach dem Umzug bei der Einwohnerkontrolle gemeldet werden.
Bei Schweizer Staatsangehörigen werden folgende Dokumente benötigt
- Heimatschein
- evtl. Familienbüchlein
- Dienst- oder Zivilschutzbüchlein (sofern dienstpflichtig)
- 20.00 CHF pro erwachsene Person

Bei ausländischen Staatsangehörigen werden folgende Dokumente benötigt:
- Pass (bei EU/EFTA-Staatsangehörigen genügt die Identitätskarte)
- Ausländerausweis (sofern vorhanden)
- Mietvertrag, oder Bestätigung des Vermieters wenn man bei Freunden unterkommt.
- Ausgefülltes Anmeldeformular, entweder direkt auf der Gemeinde erhältlich oder auf der Homepage
- Arbeitsvertrag (sofern vorhanden)
- Gebühren für die Anmeldung sind je nach Art der Bewilligung verschieden

### Umzug innerhalb des Bezirks
Der Wohnungswechsel innerhalb des Verwaltungskreises sollte persönlich, online oder per eingeschriebene Post innert 8 bis 14 Tagen nach dem Umzug bei der Einwohnerkontrolle gemeldet werden.
Bei Schweizer Staatsangehörigen werden folgende Dokumente benötigt
- Meldebestätigung oder Wochenaufenthaltsbewilligung
- Dienst- oder Zivilschutzbüchlein (sofern  dienstpflichtig)

Bei ausländischen Staatsangehörigen werden folgende Dokumente benötigt:
- Pass (bei EU/EFTA-Staatsangehörigen genügt auch die  Identitätskarte)
- Ausländerausweis (sofern vorhanden)
- Meldebestätigung
- Gebühren für die Anmeldung sind je nach Art der Bewilligung verschieden

### Wegzug ins Ausland
Das gelegentlich angewendete Verfahren, bei offenen Steuerforderungen die Ausstellung einer Abmeldebestätigung zu verweigern, wurde 2001 vom Bundesgericht unterbunden. Ein Mitarbeiter einer Zürcher Gemeindeverwaltung wurde 2016 in diesem Zusammenhang wegen versuchter Nötigung verurteilt.

## Pass und Identitätskarte
Seit dem 1. März 2010 ist der neue Schweizer Pass 10 mit elektronisch gespeichertem Foto und Fingerabdrücken verfügbar. Der Pass und die Identitätskarte (ID) sind beim kantonalen Passbüro telefonisch oder über das Internet zu beantragen. Die Einwohnerkontrolle nimmt nur noch Bestellungen für Identitätskarten entgegen, seit 2011 nimmt ausschliesslich das kantonale Passbüro Anträge an.

## Onlineschalter
Am Onlineschalter (nicht in jedem Kanton verfügbar) besteht die Möglichkeit von einem internetfähigen Computer zum Beispiel einen Heimatausweis zu bestellen oder eine Adressauskunft zu verlangen.

## Fussnoten
1. ↑  BGE 127 I 97: «Abmeldebestätigung der Einwohnerkontrolle. Es verstösst gegen das Willkürverbot, einer Person die polizeiliche Abmeldung nicht zu bestätigen, weil sie offene Steuerschulden hat.»
2. ↑  Lucien Scherrer: Steuerbeamter wegen Nötigung verurteilt. Neue Zürcher Zeitung, 28. Juli 2016.